# I. Ferenc német-római császár
Lotaringiai Ferenc István (franciául: François Étienne de Lorraine, németül: Franz Stephan von Lothringen; Nancy, 1708. december 8. – Innsbruck, 1765. augusztus 18.) a Lotaringiai-házból származó herceg, 1729 és 1737 között Lotaringia és Bar uralkodó hercege III. Ferenc néven, 1737-től Toscana nagyhercege II. Ferenc néven, továbbá Habsburg Mária Terézia uralkodónővel kötött házassága révén 1740-től az osztrák örökös tartományok társuralkodója, valamint 1745-től a Német-római Birodalom császára I. Ferenc néven. Felesége révén a Habsburg–Lotaringiai-ház egyik alapítója.

## Élete

### Származása, testvérei

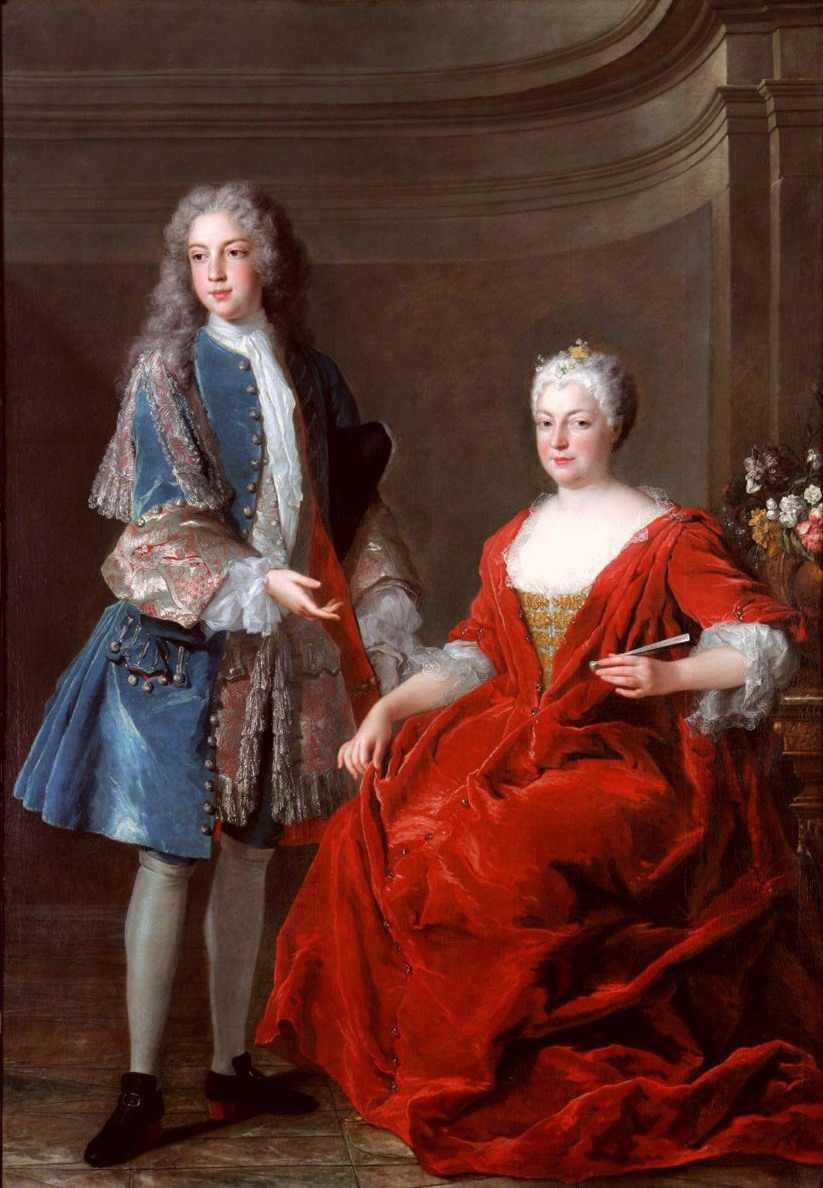
Ferenc István herceg anyjával, Erzsébet Sarolta orléans-i hercegnővel

Ferenc István lotaringiai herceg a lotaringiai Nancyban született. Édesapja a Vaudémont-házból származó I. Lipót József herceg volt, Lotaringia és Bar uralkodó hercege (1679–1729) volt. Apai nagyapja, V. Károly lotaringiai herceg (1643–1690), császári tábornagy, a törökellenes háborúk hírneves hadvezére volt, döntő szerepet vitt Bécs 1683-as felmentésében és Buda 1686-os visszavívásában is. Apai nagyanyja Habsburg Eleonóra Mária Jozefa főhercegnő (1653–1697) volt, III. Ferdinánd császár leánya.
Édesanyja Erzsébet Sarolta orléans-i hercegnő (1676–1744) volt, Lipót herceg felesége, I. Fülöp orléans-i hercegnek (1640–1701), XIV. Lajos francia király öccsének és Erzsébet Sarolta (Liselotte) pfalzi hercegnőnek (1652–1722) leánya. Anyját, Orléans-i Erzsébet Saroltát unokabátyja, XV. Lajos király 1736-ban elismerte Commercy szuverén uralkodó hercegnőjének.
Lipót herceg és Erzsébet Sarolta hercegné házasságából tizenhárom gyermek született, Ferenc István volt a kilencedik, öt fiú közül a harmadik. Csak öt gyermek, ebből három fiú érte meg a felnőttkort.
1. Lipót (1699–1700), kisgyermekként meghalt.
2. Erzsébet Sarolta (1700–1711), kisgyermekként meghalt.
3. Lujza Krisztina (*/† 1701), születésekor meghalt.
4. Mária Gabriella Sarolta (1702–1711), gyermekkorban meghalt.
5. Lajos (1704–1711), Lotaringia grófja, gyermekkorban meghalt.
6. Jozefa Gabriella (1705–1708), kisgyermekkorban meghalt.
7. Gabrielle Lujza (1706–1709), kisgyermekkorban meghalt.
8. Lipót Kelemen (Clemens) Károly (1707–1723), serdülőként meghalt himlőben.
9. Ferenc István herceg (1708–1765), Toszkána nagyhercege, német-római császár.
10. Eleonóra (*/† 1710), születésekor meghalt.
11. Erzsébet Terézia hercegnő (1711–1741), aki 1737-ben III. Károly Emánuel szárd–piemonti királyhoz, Savoya uralkodó hercegéhez (1701–1773) ment férjhez.
12. Károly Sándor Emánuel herceg (1712–1780), császári-királyi tábornagy, Osztrák-Németalföld Habsburg főkormányzója.
13. Anna Sarolta (1714–1773) esseni főapátnő.

### Ifjúsága
VI. Károly német-római császár (III. Károly néven magyar és II. Károly néven cseh király) kedvelte nagynénjének, Eleonóra főhercegnőnek unokáit. Úgy tervezte, legidősebb leányát, Mária Terézia főhercegnőt a legidősebbhez, Lipót Kelemen herceghez adja feleségül, ő azonban 1723-ban meghalt himlőben. Károly ekkor Kelemen idősebbik öccsét, Ferenc István herceget hívta meg Bécsbe, és őt jelölte ki leendő vejéül.
Ferenc István herceg 1723-ban, 15 évesen érkezett a császári udvarba. Igen művelt fiatalember volt, 74 könyvet vitt magával Bécsbe, ami ilyen fiatal embernél ritkaságszámba ment. Károly a fiává fogadta, birtokába adta a sziléziai Teschent. Saját, vele egyívású gyermekeivel együtt neveltette. Az alig 10 éves Mária Terézia megismerkedett a fiatal francia herceggel, beleszeretett, és később is ragaszkodott választottjához. Ferenc és jövendő apósa, Károly sokat jártak együtt vadászni, ez közel hozta őket egymáshoz, bár Károly (a dinasztia szempontjait szem előtt tartva) egyéb vőlegényjelölteket is mérlegelt, így például Károly Albert bajor trónörököst, Ausztria későbbi nagy ellenfelét is. Felmerült Frigyes porosz trónörökös is, de a Hohenzollern család evangélikus vallása súlyos akadályt jelentett. Ferenc István herceg megfelelt a feltételeknek, hiszen olyan katolikus családból származott, amely uralkodó, vagy korábban uralkodott. (Lotaringia ebben az időben már nem volt önálló hercegség, XV. Lajos tartotta elfoglalva). Károly császár egyre halasztotta leánya házasságkötését, mert saját fiúörökös születésére várt.

### Lotaringia hercegéből Toszkána nagyhercege
1729-ben apja, Lipót herceg elhunytával Ferenc István megörökölte Lotaringia és Bar uralkodó hercegének címét. Rövid időre hazatért Nancyba, hogy elfoglalja örökségét. Hűséget kellett esküdnie XV. Lajos királynak, ám hamarosan visszatért Bécsbe. A Lotaringiai Hercegség igazgatását régensként anyjára, Erzsébet Sarolta orléans-i hercegnőre bízta, a kiskorú XV. Lajos király nevében kormányzó francia régens nővérére.
1731-ben a császár megbízásából hosszabb tanulmányútra Hollandiába, Angliába és Poroszországba indult. Az ilyen Kavaliertour a korabeli ifjú arisztokraták számára szinte kötelező szokás volt. 1731. június elején Hágában felvették a szabadkőművesek közé. John Theophilus Desaguliers (1683–1744), a Londoni és Westminsteri Legfőbb Páholy (Premier Grand Lodge of England and Westminster) nagymestere külön erre az eseményre érkezett Hágába. A beavatás után Ferenc István Angliába utazott. Fogadta őt II. György angol király is. Nagy-Britannia miniszterelnökének, Robert Walpole-nak (1676–1745) norfolki kastélyában, a Maid's Head Lodge-ban megkapta a szabadkőművesek Mester fokozatát. 1731. december 9-én hagyta el Angliát.
Pálffy Miklós nádor 1732. március 20-án bekövetkezett halála után III. Károly király kinevezte Ferenc István herceget Magyarország királyi helytartójává (a nádorválasztó országgyűlés összehívása nélkül). Székhelyét áttette a pozsonyi várba. Helytartóként gyakorlatilag semmi érdemlegeset nem tett. Nem lakott messze Bécstől, gyakran látogatott az udvarhoz, ebben az időben már ő maga is viszonozta Mária Terézia főhercegnő érzelmeit. Franciául leveleztek.
1733-ban a Habsburg Birodalom belekeveredett a lengyel örökösödési háborúba, ahol szembekerült Franciaországgal. A háború eredményeképpen Károly császár és I. Anna orosz cárnő III. Ágostot, a korábbi lengyel királyt és szász választófejedelmet ismét a lengyel trónra segítették. Az orosz hadak által megbuktatott I. (Leszczyński) Szaniszló király elmenekült országából. Mivel ő XV. Lajos francia király apósa volt, a császár egy másik országgal kívánta őt kárpótolni. Lotaringia éppen megfelelt VI. Károly céljainak, ezért azt kívánta Ferenc István hercegtől, hogy mondjon le a Lotaringiai Hercegségről, különben megtagadja tőle leányának kezét. (Bartenstein császári tanácsos igen egyértelműen tolmácsolta az ifjú Ferencnek a császár ajánlatát: „Nem lépsz vissza, nincs főhercegnő!” („Keine Abtretung, keine Erzherzogin”). Mivel Ferenc szerelmes volt Mária Teréziába, ezért rövid gondolkodás után lemondott Lotharingiáról.
1735-ben Ferenc engedett. A háborút lezáró bécsi béke keretében Szaniszló megkapta Lotaringiát, cserébe Károly megadta az engedélyt Ferenc és Mária Terézia házasságára (1736). Mivel azonban Ferenc István herceg is született uralkodó volt, neki is járt kárpótlás: a császár kijelölte őt a Toszkánai Nagyhercegség trónjelöltjének. 1737-ben, amikor a Medici-családból való utolsó toszkánai nagyherceg, Gian Gastone (1671–1737) elhunyt, Lotaringiai Ferenc István herceget felruházták a toszkánai nagyhercegi címmel.

### Házassága Mária Teréziával

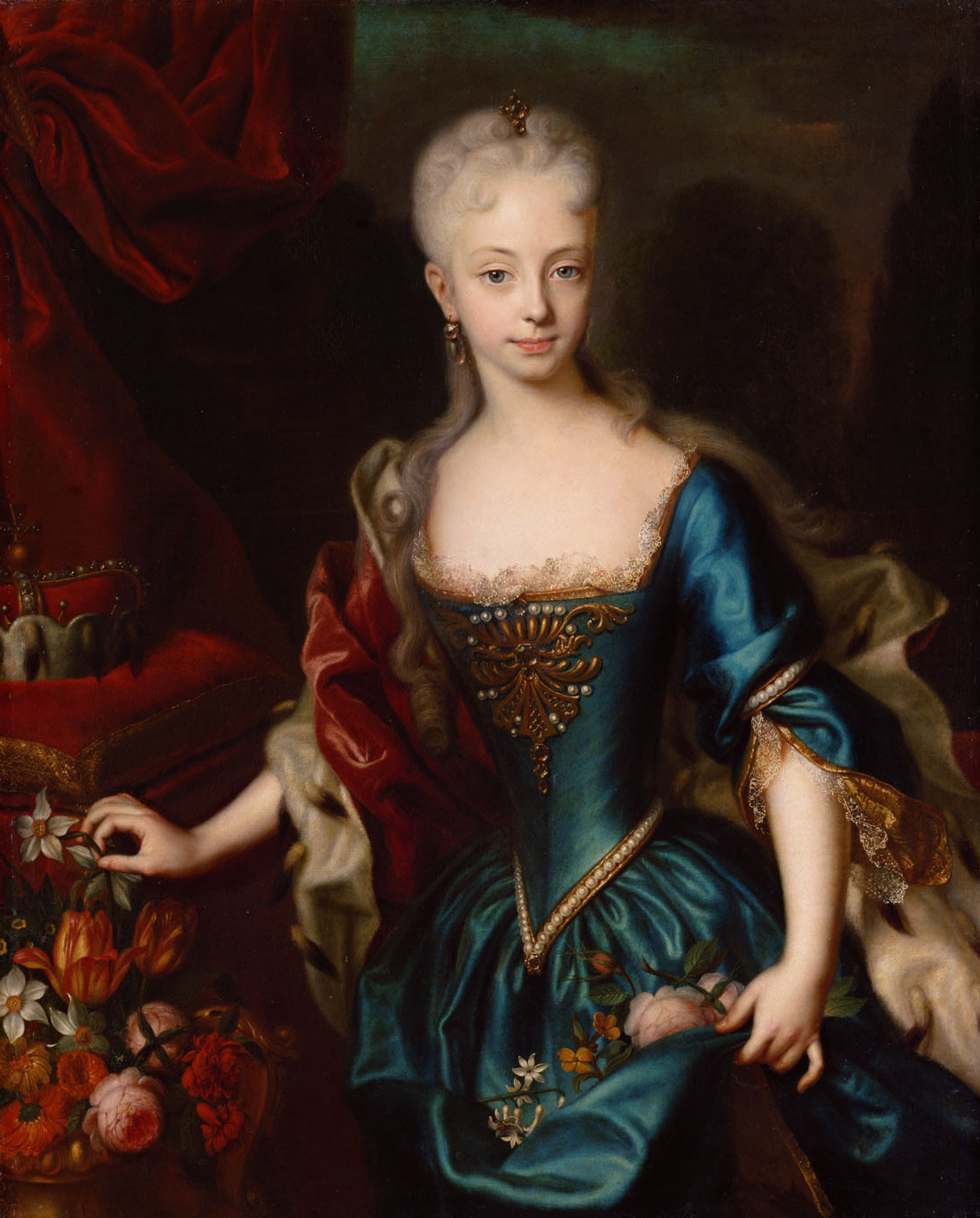
Mária Terézia főhercegnő

Lotaringiai Ferenc István toszkánai nagyherceg 1736. február 12-én Bécsben ünnepélyes keretek között feleségül vette Mária Terézia osztrák főhercegnőt, a későbbi magyar és cseh királynőt. A szokásos dinasztikus érdekházasságokkal szemben ez igazi szerelmi házasság volt. Az ifjú pár három hónapra Toszkánába utazott, majd visszatértek Bécsbe. Házasságukból 16 gyermek született, velük létrejött a Habsburg–Lotaringiai-ház:
1. Mária Erzsébet Amália főhercegnő (1737–1740), kisgyermekkorban meghalt.
2. Mária Anna Jozefa főhercegnő (1738–1789), betegsége miatt egy Klagenfurti kolostorba vonult vissza.
3. Mária Karolina Ernesztina főhercegnő (1740–1741), kisgyermekkorban meghalt.
4. József Benedek Ágost főherceg (1741–1790), később II. József néven német-római császár, magyar és cseh király (1764–1790).
5. Mária Krisztina főhercegnő (1742–1798), aki 1766-ban Albert Kázmér szász–tescheni herceghez (1738–1822) ment feleségül.
6. Mária Erzsébet főhercegnő (1743–1808), akit XV. Lajos francia király feleségéül szántak, de betegsége miatt egy innsbrucki kolostorba kényszerült vonulni.
7. Károly József Emánuel főherceg (1745–1761), fiatalon meghalt.
8. Mária Amália főhercegnő (1746–1804), aki 1769-ben I. Ferdinánd parmai herceghez (1751–1802) ment feleségül.
9. Péter Lipót József főherceg (1747–1792), I. Lipót néven Toszkána nagyhercege, 1790–92 között II. Lipót néven német-római császár, magyar és cseh király.
10. Mária Karolina főhercegnő (*/† 1748), születésekor meghalt.
11. Mária Johanna Gabriella főhercegnő (1750–1762) akit IV. Ferdinánd nápolyi királlyal jegyeztek el, de meghalt az esküvő előtt.
12. Mária Jozefa főhercegnő (1751–1767), akit elhalt nővére, Johanna Gabriella után szintén IV. Ferdinánd nápolyi királlyal jegyeztek el, de ő is meghalt az esküvő előtt.
13. Mária Karolina Lujza főhercegnő (1752–1814), aki elhalt nővérei helyett 1768-ban feleségül ment IV. Ferdinánd nápolyi királyhoz (1751–1825), a későbbi I. Ferdinánd nápoly–szicíliai királyhoz, így Nápoly és Szicília királynéja lett.
14. Ferdinánd Károly Antal főherceg (1754–1806), Lombardia főkormányzója, aki 1771-ben Estei Mária Beatrix modenai hercegnőt (1750–1829), és megalapította a Habsburg-ház Este–Modenai ágát.
15. Mária Antónia főhercegnő (1755–1793), aki 1770-ben XVI. Lajos francia király felesége lett. Lajos Károly francia trónörökös herceg édesanyja. A francia forradalom során férjével együtt kivégezték. Fia 1795-ben fogságban halt meg.
16. Miksa Ferenc főherceg (1756–1801), püspök, kölni választófejedelem, a Német Lovagrend nagymestere.

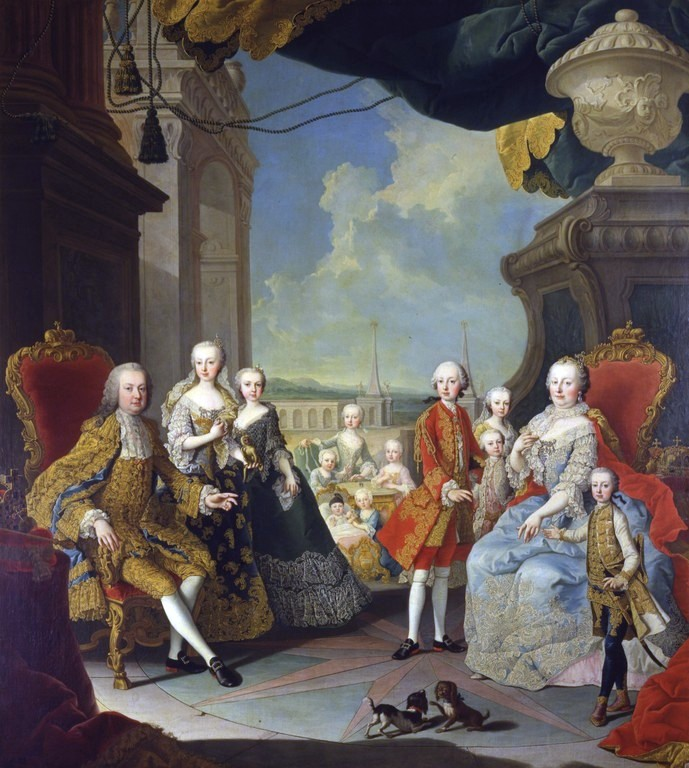
Ferenc István és Mária Terézia, gyermekeikkel

Meg kell még említeni, hogy családjában teljesen mellőzte az akkori kor elvárásait, ehelyett családja olyan volt, akár egy hétköznapi jómódú polgárcsalád.

### A toszkánai nagyherceg útjai
Mária Terézia hadvezéri karriert szánt férjének, ezért Ferenc István 1738-ban hadbavonult, részt vett az 1737–39-es Habsburg–török háborúban (Ausztria 1737-ben lépett be az 1735 óta folyó orosz–török háborúba), de hamarosan visszatért, idegösszeomlás tüneteivel. A háború egyébként Ausztria számára katasztrofálisan végződött, elveszett sok, 1718-ban megszerzett terület, köztük Belgrád (Szerbia nagy területeivel együtt), a Havasalföld nyugati része és Olténia. A Magyarországhoz tartozó Temesi Bánságot is csak nagy szerencsével sikerült megtartani. Ferenc öccse, Károly Sándor herceg, aki 1736 óta élt Bécsben, és 1737-ben lépett be a Birodalmi hadseregbe, ugyanebben a háborúban kitüntette magát, és Generalwachtmeister (kb. vezérőrnagy) rangot kapott.
A katonai pályán elszenvedett kudarca után Ferenc hajlandónak mutatkozott elfoglalni Toszkána uralkodói székét. Mária Teréziával együtt Velencén keresztül Firenzébe indultak. 1738 decemberében Veronában a velencei hatóságok két hétre karanténba zárták őket, a nagyszámú kísérettel együtt. A szűkös körülmények miatt Mária Terézia élete végéig neheztelt a velenceiekre.
Firenzében három hónapot töltöttek. Ferenc lovagi akadémiát alapított (Ritterakademie), nemesi ifjak számára, ahol a felvilágosult abszolutizmus szellemében korszerű államhivatalnokká képezhették magukat. Ezután Ferenc egy lotaringiai arisztokratát, Craon hercegét régenssé nevezte ki, és feleségével együtt visszatért Bécsbe. Útközben Innsbruckban találkoztak Ferenc anyjával, Erzsébet Sarolta orléans-i hercegnővel, aki most láthatta menyét először (és utoljára).
1739 őszén ismét Bécsben voltak. Károly császár megtette vejét, Ferencet (nem saját leányát, Mária Teréziát!) a legfőbb állami kormányzó testület, a Titkos Konferencia (Geheime Konferenz) tagjává. 1740 őszén VI. Károly császár egy nyugat-magyarországi vadászatról betegen tért haza, és október 20-án meghalt.

### Az osztrák örökösödési háború
Mivel Károly császár férfi örökös nélkül halt meg, az 1713-ban kibocsátott Pragmatica sanctio alapján leánya, Mária Terézia főhercegnő örökölte a Habsburg örökös tartományokat (Erbländer). Emiatt kirobbant az osztrák örökösödési háború, amelynek nyitányaként II. Frigyes porosz király bevonult Sziléziába. 1741. június 25-én Mária Teréziát a magyar rendek Pozsonyban magyar királynővé koronázták, és szeptember 7-én támogatásukról biztosították.
Károly Albert bajor választófejedelem, akinek felesége Mária Amália osztrák főhercegnő (1701–1756), I. József német-római császár leánya volt, erre hivatkozva jogot formált a Habsburg örökös tartományokra, bár e jogáról – éppen e házasság feltételeként – 1722-ben lemondott. Csapatai – francia támogatással – elfoglalták Csehországot, a cseh arisztokrácia hűséget esküdött neki. 1742. február 12-én a frankfurti Birodalmi Gyűlés VII. Károly néven őt választotta meg az elhunyt császár utódjául. 1741. december 7-én Prágában a cseh rendek Károly Albertet cseh királlyá koronázták.

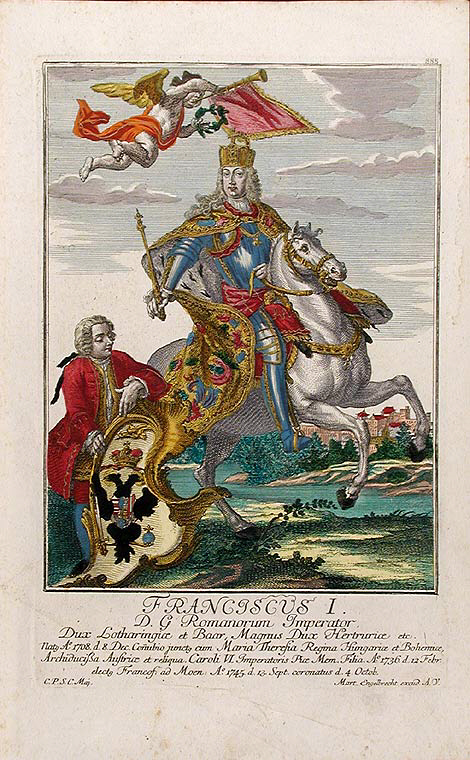
I. Ferenc császár, a Birodalom jelvényeivel (Martin Engelbrecht metszete)

### Társuralkodó és császár
1740 után Ferenc István, felesége mellett a Habsburg örökös tartományok társuralkodója is lett, de a osztrák belső politikai döntésekbe nem szólt bele, csak egyfajta titkárként segítette felesége, az uralkodó főhercegnő munkáját.
Ferenc öccse, Károly Sándor lotaringiai herceg 1744-ben feleségül vette Mária Anna osztrák főhercegnőt (1718–1744), Mária Terézia húgát. Az esküvő után a házaspár Brüsszelbe utazott és elfoglalták az Osztrák-Németalföld főkormányzói hivatalát. Károly Sándor a rajnai osztrák hadsereg parancsnokaként hadba vonult, fiatal felesége első gyermeke születésének órájában, gyermekével együtt meghalt.
VII. Károly császár halála (1745) után fia, III. Miksa József bajor választófejedelem (1727–1777) anyja tanácsára okult a háborúban elszenvedett bajor kudarcból, békét kötött Ausztriával, lemondott a császári trónigényéről és hozzájárult Lotaringiai Ferenc István jelöléséhez. Ferencet 1745. szeptember 13-án Frankfurtban német-római császárrá választották. A kilenc választófejedelem közül hétnek a szavazatát tudta megszerezni. Október 4-én a frankfurti Szent Bertalan koronázótemplomban (Kaiserdom St. Bartholomäus) meg is koronázták. A koronázást a frankfurti városházán díszebéd követte, amelyen hagyományosan a Birodalom főméltóságai szolgáltak fel, és ezen csak férfiak vehettek részt. Mária Terézia – hetedik hónapos terhesen – kierőszakolta a bejutást és férje oldalán részt vett a díszebéden.
Mivel Ausztriában nem uralkodott, csak az osztrák uralkodó főhercegnő férje volt, messzemenően távol tartotta magát a Habsburg Birodalom politikai ügyeitől, bár szorgalmazta a Porosz Királysággal való békekötést, ennek érdekében Sziléziát is hajlandó lett volna átengedni Nagy Frigyesnek. A hétéves háborúban ellenezte a franciabarát politikát.

### Nagyúr és üzletember
Ferenc császárnak elég szabad ideje akadt, hogy az élet örömeinek, a vadászatnak, a nőknek és az intellektuális szórakozásoknak hódoljon. Szenvedélyes természetbúvár volt, a természettudományokban képezte magát. Jelentős érme- és ásványgyűjteményt állított össze. Ezt az érdeklődést legidősebb leánya, Mária Anna Jozefa főhercegnő is osztotta. Barátaival, az ún. Lotaringiai kör (Lothringischer Kreis) tagjaival előremozdították természettudományok ügyét Ausztriában. Ferenc hívta meg Bécsbe Gerard van Swietent (1700–1772), a hírneves holland orvosdoktort, akit Mária Terézia megtett magánorvosának. A felvilágosult Van Swieten megalapította az első bécsi orvosképző iskolát, gyökeresen átalakította az egész korabeli osztrák egészségügyi rendszert, és eredményesen harcolt a babonás gondolkozás (pl. a vámpírhisztéria) ellen. Ferenc császár kezdeményezte a schönbrunni Vadaspark (Tiergarten Schönbrunn) alapítását is.
Korának ízlése szerint Ferenc István csinos férfi volt, a bécsi orosz követ leveleiben a császár sok félrelépéséről tudósított, így Wilhelmine Neipperg grófnőről is, aki később Auersperg hercegné lett. (A grófnő apja, Wilhelm Reinhard Neipperg gróf volt az ifjú Lotaringiai Ferenc István herceg nevelője). Igazi 18. századi nagyúr volt, aki képes volt élvezni az „élet édességét” (amire fél évszázaddal később, a francia forradalom után Talleyrand fog érzékletesen és nosztalgiával visszaemlékezni írásaiban).
Támogatta öccse karrierjét is. Károly Sándor lotaringiai herceg tábornagy az osztrák örökösödési háborúban több komoly harctéri ütközetet elveszített, ennek ellenére a hétéves háborúban újra főhadparancsoki kinevezést kapott, és csak 1757-ben, a leutheni csatában elszenvedett szégyenletes vereség után váltották le.
Ferenc Istvánnak igen fejlett gazdasági és üzleti érzéke volt, örökölt vagyonát megsokszorozta, birtokait ügyesen igazgatta. Kereskedelmi és pénzügyi tranzakcióival megalapozta a Habsburg–Lotaringiai-ház gazdagságát. Hatalmas magánvagyont (20 millió guldent) halmozott fel anélkül, hogy tisztességtelen üzleti módszereket alkalmazott volna, vagy visszaélt volna politikai pozíciójával. 1763-ban átvette az állami pénzügyek igazgatását, részt vett a Birodalom pénzügyi rendszerének korszerűsítésében. Pártolta és támogatta az ipart, a földközi-tengeri kereskedelmet, a modern mezőgazdasági módszereket. Magánbirtokain mintagazdaságokat, méneseket létesített, fellendítette az állattenyésztést, pártolta az ipartelepítést, manufaktúrákat szervezett. Holicson híressé vált kerámiaüzemet, Sasváron textilgyárat alapított. (Ma: Holíč és Šaštín, Szlovákia).

### Halála és utódlása
1765. augusztus 5-én Ferenc István, a császári családdal együtt Innsbruckban ünnepelte fiának, Lipót toszkánai nagyhercegnek esküvőjét a Bourbon-házból való Mária Ludovika spanyol infánsnővel (María Luísa de España, 1745–1792), III. Károly spanyol király és Mária Amália szász hercegnő leányával. Az udvari ünnepségek hetekig tartottak, nagy lakomákkal, rendezvényekkel. A viruló, javakorabeli férfi augusztus 18-án színházból tért haza legidősebb fiával, József főherceggel, amikor agyvérzést kapott, és meghalt. Holttestét Bécsbe hozták, és a Habsburg-család hagyományos temetkezőhelyén, a kapucinusok templomának kriptájában helyezték el. Mária Terézia már jóelőre elkészítette azt a díszes, kettős márvány szarkofágot, amely a házaspár egész alakos szobrát ábrázolja, vidám társalgás közben. A szarkofág oldalát díszítő domborművek Ferenc életének jelentős eseményeit ábrázolják, köztük a koronázási bevonulást Frankfurtba.
Mária Terézia vigasztalhatatlan volt. Hosszú haját levágatta, drága ékszereit eladta vagy elosztogatta. Élete hátralevő részében özvegyhez illő feketében járt. Az innsbrucki várnak azt a szobáját, ahol férje meghalt, emlékkápolnává építette át. Gyakran látogatta férje nyughelyét. Idős korában, amikor már nem tudott lépcsőt járni, kötélre függesztett karosszékben eresztették le a Császári kriptába.
Ferencet a német-római császári trónon fia, II. József császár követte, aki Mária Terézia halála után (1780-tól) a magyar és cseh királyi címet is örökölte. Ferenc hatalmas hátrahagyott magánvagyonának egy része (12 millió gulden) is elég volt arra, hogy József a felduzzadt osztrák államadósságot rendezni tudja belőle. Érme- és ásványgyűjteményét legidősebb leánya, Mária Anna Jozefa főhercegnő rendezte. Ez a gyűjtemény lett a Bécsi Természettudományi Múzeum (Naturhistorisches Museum) gyűjteményének alapja.

## Weblinks
- Sírja a bécsi Császár-kriptában
- Mária Terézia és Innsbruck (Ferenc halálának leírásával)